# George Hinckley
George Hinckley VC (22 de junho de 1819 – 31 de dezembro de 1904) foi um condecorado inglês com a Cruz Vitória, o maior e mais prestigioso prémio por bravura diante do inimigo que pode ser concedido às forças britânicas e da Commonwealth.

## Detalhes
Em 9 de outubro de 1862 em Fenghua, China, o Marinheiro Hinckley, do HMS Sphinx, ofereceu-se como voluntário para resgatar o mestre assistente da Sphinx, que estava no caído e gravemente ferido. O hábil marinheiro saiu sob fogo pesado e contínuo e carregou o mestre-assistente para o abrigo de uma casa a 140 metros. Ele então voltou e ainda carregou um capitão do exército, também ferido, para um local seguro.